# بخش یامچی

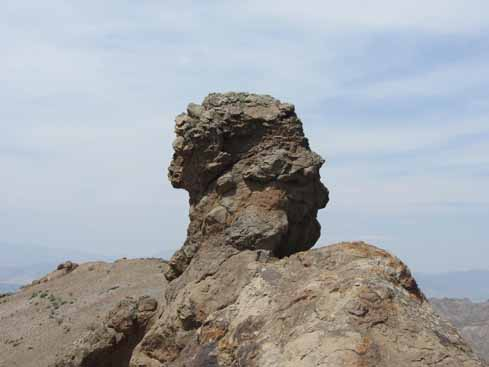
پهلوان داشی (این صخره شبیه بالا تنهٔ یک مرد جنگی است)

بخش یامچی به مرکزیت شهر یامچی در تاریخ ۸ مرداد سال ۱۳۷۴ به تصویب هیئت محترم وزیران رسیده و در تاریخ ۱۸ مرداد سال ۱۳۷۴ به تأیید مقام محترم ریاست جمهوری رسیده و در محدوده شهرستان مرند تأسیس و شروع به کار نموده‌است.

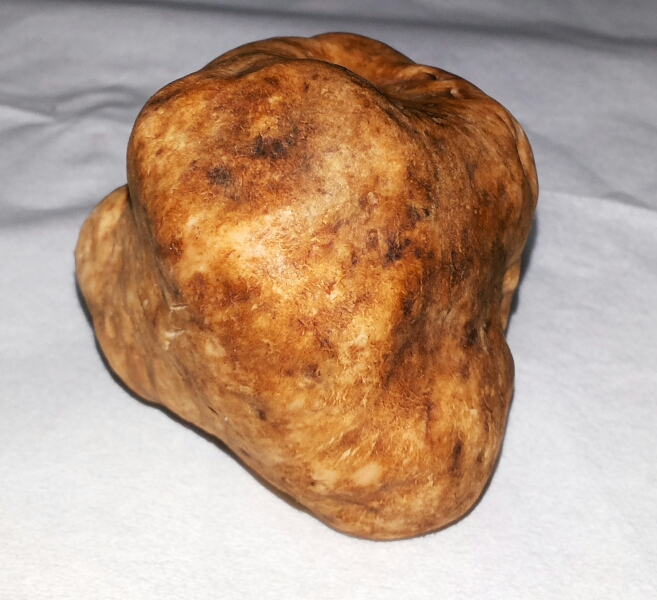
قارچ دنبلان یامچی

این بخش در شمال غربی شهرستان مرند با وسعتی حدود ۸۵۰ کیلومترمربع واقع شده‌است. از طرف شمال با شهرستان جلفا و از طرف شرق به بخش مرکزی شهرستان مرند و شهرستان جلفا و از طرف غرب به بخش مرکزی شهرستان مرند و از طرف غرب به شهرستان خوی و بخش مرکزی مرند محدود می‌گردد. این بخش بر اساس آخرین تقسیمات کشوری دارای دو دهستان ذوالبین و یکانات می‌باشد که دارای ۳۱ آبادی که ۲۸ آبادی دارای سکنه و ۳ آبادی خالی از سکنه می‌باشد.
- دهستان ذوالبین به مرکزیت شهر یامچی، ۳۴۴ کیلومتر مربع وسعت و دارای ۱۳ روستای دارای سکنه می‌باشد.
- دهستان یکانات به مرکزیت روستای یکان‌کهریز و ۴۹۶ کیلومتر مربع وسعت دارد که دارای ۱۵ روستای دارای سکنه و ۳ روستای خالی از سکنه می‌باشد.

یامچی یکی از شهرهای استان آذربایجان شرقی ایران است و این شهر مرکز بخش یامچی می‌باشد. یامچی در لغت به معنای چاپارخانه است که شواهد و قرائن تاریخی حاکی از این می‌باشد که این بخش از گذشته‌های دور در مسیر جاده ابریشم واقع شده بوده که بین اهالی به جاده (دوه چی) معروف است. یامچی بسیار خوش آب و هوا با زمستان‌های رؤیایی و تابستان‌های خنک است. این منطقه با مناظر و طبیعت چشمگیر، مردمی خونگرم و مهمان دوست دارد.

## جمعیت
بخش یامچی جمعیتی بالغ بر ۳۰۰۰۰ هزار نفر می‌باشد. بیش از یک سوم جمعیت بخش یامچی در مرکز بخش و در شهر یامچی ساکن هستند.
| جمعیت | خانوار | نام روستا  |
| ----- | ------ | ---------- |
| ۳۱۰۴  | ۹۵۴    | مرکید      |
| ۳۰۷۰  | ۱۰۲۷   | گله بان    |
| ۲۴۸۱  | ۷۴۳    | باروج      |
| ۲۱۸۷  | ۵۸۸    | لیوار      |
| ۱۶۹۴  | ۵۳۰    | یکان کهریز |
| ۱۵۶۳  | ۴۶۸    | ارباتان    |

## موقعیت جغرافیایی
بخش یامچی با مرکزیت شهر یامچی با مساحت ۸۵۰ کیلومتر مربع در مختصات جغرافیایی ۳۸ درجه و ۲۷ دقیقه عرض شمالی و ۴۵ درجه و۴۳ دقیقه طول شرقی قرار گرفته‌است.
از طرف شمال با شهرستان جلفا از طرف شرق به بخش مرکزی شهرستان مرند و جلفا، از طرف غرب به شهرستان خوی و از طرف جنوب به بخش مرکزی شهرستان مرند محدود می‌شود.

## تقسیمات کشوری
این بخش بر اساس آخرین تقسیمات کشوری دارای ۳۱ روستا می‌باشد.
روستاهای توابع یامچی عبارتند از:
ذوالبین
۱-مرکید ۲-باروج ۳-لیوار بالا ۴-لیوار پایین ۵-اربطان۶-فارفار ۷-گله بان ۸-قمیش اغیل ۹-خرابا مرکید ۱۰-قوش قیه سی ۱۱-گلعذار ۱۲-روم قویوسی ۱۳-قلندر
یکانات
۱-یکان کهریز ۲-یکانعلیا ۳-یکان سئدی ۴-اصل کندی ۵-امیرآباد ۶-ینگجه کرد ۷-ینگجه یارانمش ۸-عرب کهریز ۹-آق کهریز ۱۰-اشاقا کهریز ۱۱-شامقلی سفل ۱۲-مغولو ۱۳-قوچعلی کندی ۱۴-پلنگور ۱۵-قیصر ۱۶-حبیب کندی

## اماکن تاریخی و تفرجگاه‌های طبیعی

### تفرجگاه‌های طبیعی
تالاب قیراج (اوست، اورتا، سفلی)، تالاب دلی کهریز، تالاب ماحموت توت، تالاب قره آغیل، چشمه قیزل داش، صخره دئوه داشی، تالاب خرم شا، صخره پهلوان داشی، صخره میل قیه
از مهم‌ترین رودخانه‌های که از شهر یامچی عبور می‌کند می‌توان به رودخانه آغ چای اشاره کرد.

### اماکن تاریخی
جاده ابریشم از شهر یامچی عبور می‌کرده‌است همچنین در امتداد جاده ابریشم در بخش یامچی یک قبرستان قدیمی نیز وجود دارد که مربوط به مسافران جاده ابریشم می‌باشد.
قلعه ذوالبین
قلعه نورالدین
قلعه لیوار
قلعه گردو اصلی کندی
کلخانا مچیدی (مسجد امام زمان (ع))،
مقبره ماحموت توت
گورستان هزاره اول یکان سعدی
گورستان قدیمی یکان علیا
قبرستان قدیمی خرابه مرکید

## بازارهای تاریخی

### چهارشنبه بازار
شهر یامچی از ابتدای پیدایش خود در طول هفته دارای یک بازار بود که در سراسر منطقه آذربایجان محبوبیت خاصی داشته و دارد. هم‌اکنون نیز این بازار پابرجا و رونق خود را از دست نداده‌است.
البته به خاطر فعالیت زیاد مغازه داران و ایجاد بازارهای نامنظم در سایر نقاط یامچی کمی از رونق و شکوه خود را از دست داده‌است. این بازار در محله قدیمی بازار در مکانی به نام (بازار یری) دایر می‌شده‌است که اکنون بخاطر جلوگیری از ترافیک در مرکز شهر با جابجایی مختصر (سی چهل متری) در مقابل مسجد جامع برپا می‌شود.

### بازار احشام یامچی
در روزهای یکشنبه در محدوده روستای لیوار بالا-بخش یامچی بازار احشام برپا است که قدمت تاریخی دارد و امروزه همچنان در جاده یامچی-لیوار پابرجاست.

#### زبان، دین و مذهب
مردم بخش یامچی به زبان ترکی آذربایجانی تکلم دارند که البته اکثر مردم این بخش به زبان فارسی نیز تسلط دارند.
مردم بخش یامچی مسلمان بوده و شیعه هستند که البته اقلیت‌هایی نیز در بخش یامچی ساکن هستند.